# Ghent (Nova York)
Ghent és una concentració de població designada pel cens dels Estats Units a l'estat de Nova York. Segons el cens del 2000 tenia 586 habitants.

## Demografia
Segons el cens del 2000, Ghent tenia 586 habitants, 238 habitatges, i 170 famílies. La densitat de població era de 146,9 habitants per km².
Dels 238 habitatges en un 29,8% hi vivien nens de menys de 18 anys, en un 59,7% hi vivien parelles casades, en un 9,7% dones solteres, i en un 28,2% no eren unitats familiars. En el 24,4% dels habitatges hi vivien persones soles el 12,2% de les quals corresponia a persones de 65 anys o més que vivien soles. El nombre mitjà de persones vivint en cada habitatge era de 2,45 i el nombre mitjà de persones que vivien en cada família era de 2,89.
Per edats la població es repartia de la següent manera: un 22,4% tenia menys de 18 anys, un 6,8% entre 18 i 24, un 28,8% entre 25 i 44, un 26,6% de 45 a 60 i un 15,4% 65 anys o més.
L'edat mediana era de 40 anys. Per cada 100 dones de 18 o més anys hi havia 97,8 homes.
La renda mediana per habitatge era de 51.538 $ i la renda mediana per família de 55.543 $. Els homes tenien una renda mediana de 35.000 $ mentre que les dones 20.750 $. La renda per capita de la població era de 19.471 $. Cap de les famílies i el 3,5% de la població estaven per davall del llindar de pobresa.